# Ferdinand Henri Joseph Mortelèque
Ferdinand Henri Joseph Mortelèque est un chimiste fabricant de couleurs pour la peinture sur porcelaine, peintre sur porcelaine français né à Tournai le 17 août 1774 et mort à Paris le 13 août 1842.

## Biographie
Ferdinand Henri Joseph Mortelèque est le fils d'Henri Ferdinand Josèphe Mortelèque, faïencier chez Peterinck, et de Félicité Amélie Dubois qui s'étaient mariés le 9 novembre 1773.

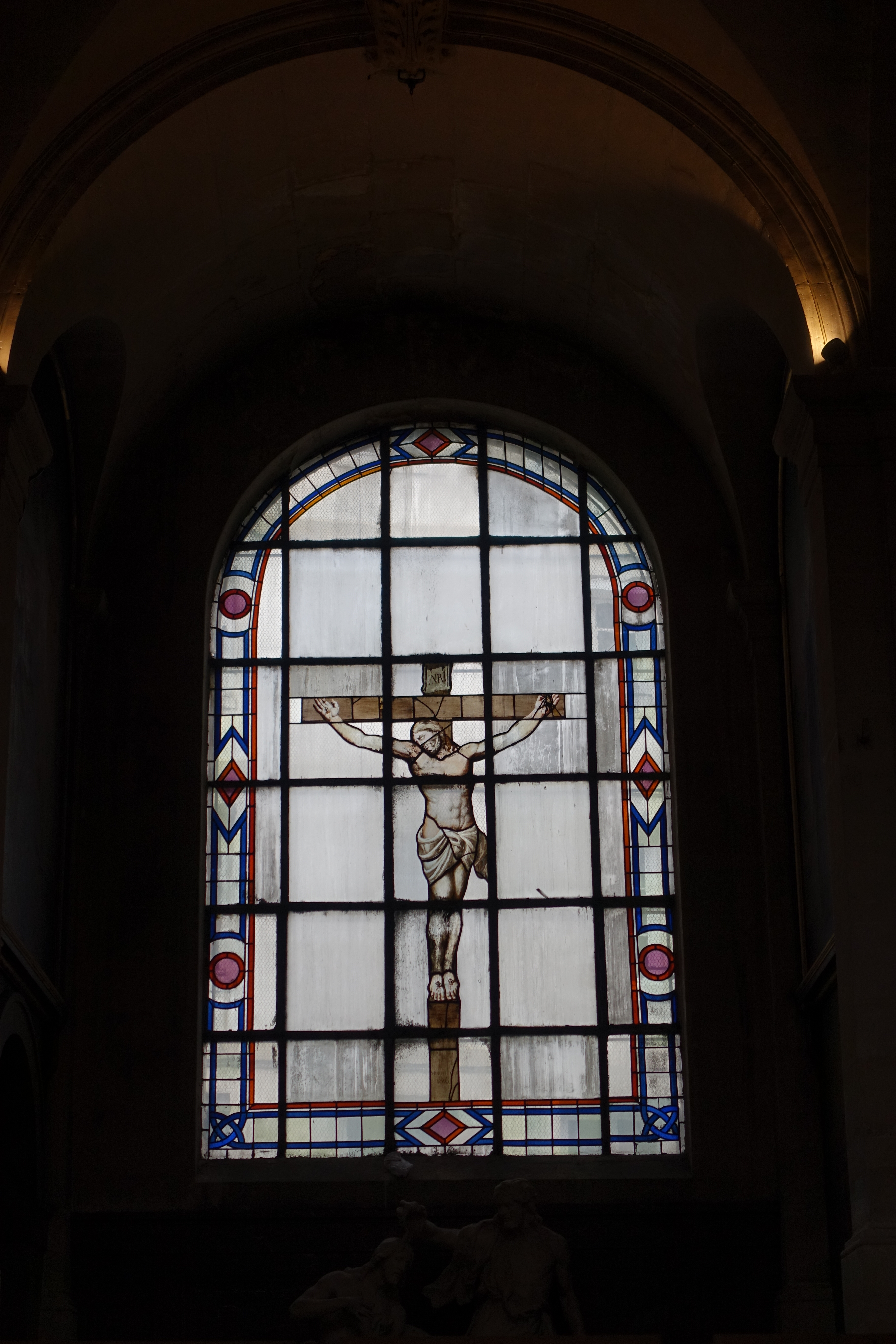
Christ en croix, verrière du bas-côté nord de l’église Saint-Roch à Paris par Mortelèque, en 1816, d’après un dessin de Régnier.

Il a probablement commencé à travailler à la manufacture de François Joseph Peterinck (Lille, 1719-Tournai, 1799). Chimiste et céramiste de mérite, il a rapidement quitté la manufacture pour s'établir à Paris comme fabricant de couleurs, peintre sur porcelaine. À Paris, il habite 120, rue du Faubourg-Saint-Martin.
En 1816, il a réalisé le premier vitrail connu représentant un Christ en Croix pour l'église Saint-Roch.
En 1826, l'architecte Jacques Hittorff a publié sa découverte faite en 1822 en Sicile de l'usage de la peinture sur les monuments grecs. Après les troubles de la Révolution, les architectes ont développé le style troubadour et la redécouverte de l'usage de la coloration des édifices.
L'augmentation de la circulation à Paris a amené le préfet de Paris, Gaspard de Chabrol, comte de Volvic, à multiplier les trottoirs. Comte de Volvic, il a pensé que l'usage de la lave de Volvic aurait les propriétés adéquates pour cet usage.
Ferdinand Mortelèque, alors fabricant de peintures vitrifiables, peintre sur porcelaine et sur verre, regrettait de ne pas pouvoir faire de même sur émail car les terres se rétractaient dès qu'elles étaient soumises au feu de recuisson. En voyant la pierre de Volvic d'origine volcanique, Ferdinand Mortelèque a jugé que des déformations de cette pierre n'étaient pas à craindre au moment de la cuisson si on pouvait scier des plaques minces très droites pour remplacer les plaques de tôle ou de terre. Il a alors fait des essais de cuisson qui ont montré que les plaques restaient planes. Il ne lui restait plus qu'à mettre au point un procédé d'émaillage et un émail appropriés à la nature poreuse et brune de la lave. Il a peut-être été aidé par Dutrieux (†1828), fabricant de faïence rue de la Roquette pour mettre au pont  le procédé d'émailler la lave. En 1827, six semaines lui suffirent pour mettre au point son émail, modifier ses fondants et exécuter une tête de vieillard. « Cette peinture s'exécute avec des couleurs de porcelaine sur de grandes dalles de lave de Volvic que l'on émaille auparavant deux fois. Les émaux sont cuits à grand feu du four de faïencier ».
D'après le Journal des artistes de 1846, Ferdinand Mortelèque a réalisé la première peinture sur lave en 1829 avec un paysage. En 1830, il a peint le portrait de M. de Pastoret fils. En 1833, il présente à une exposition à Valenciennes un tableau sur verre, Intérieur d'église.
Une des premières peintures sur lave a été exécutée suivant son procédé par Alexandre-Denis Abel de Pujol (1785-1861) pour un devant d'autel pour l'église Sainte-Élisabeth de Paris, en 1828,.
Ferdinand Mortelèque a obtenu une médaille de bronze pour ses couleurs vitrifiables à l'exposition de l'industrie de 1819, une médaille d'argent à celle de 1823 et une médaille d'or de la Société d'encouragement, en 1831.

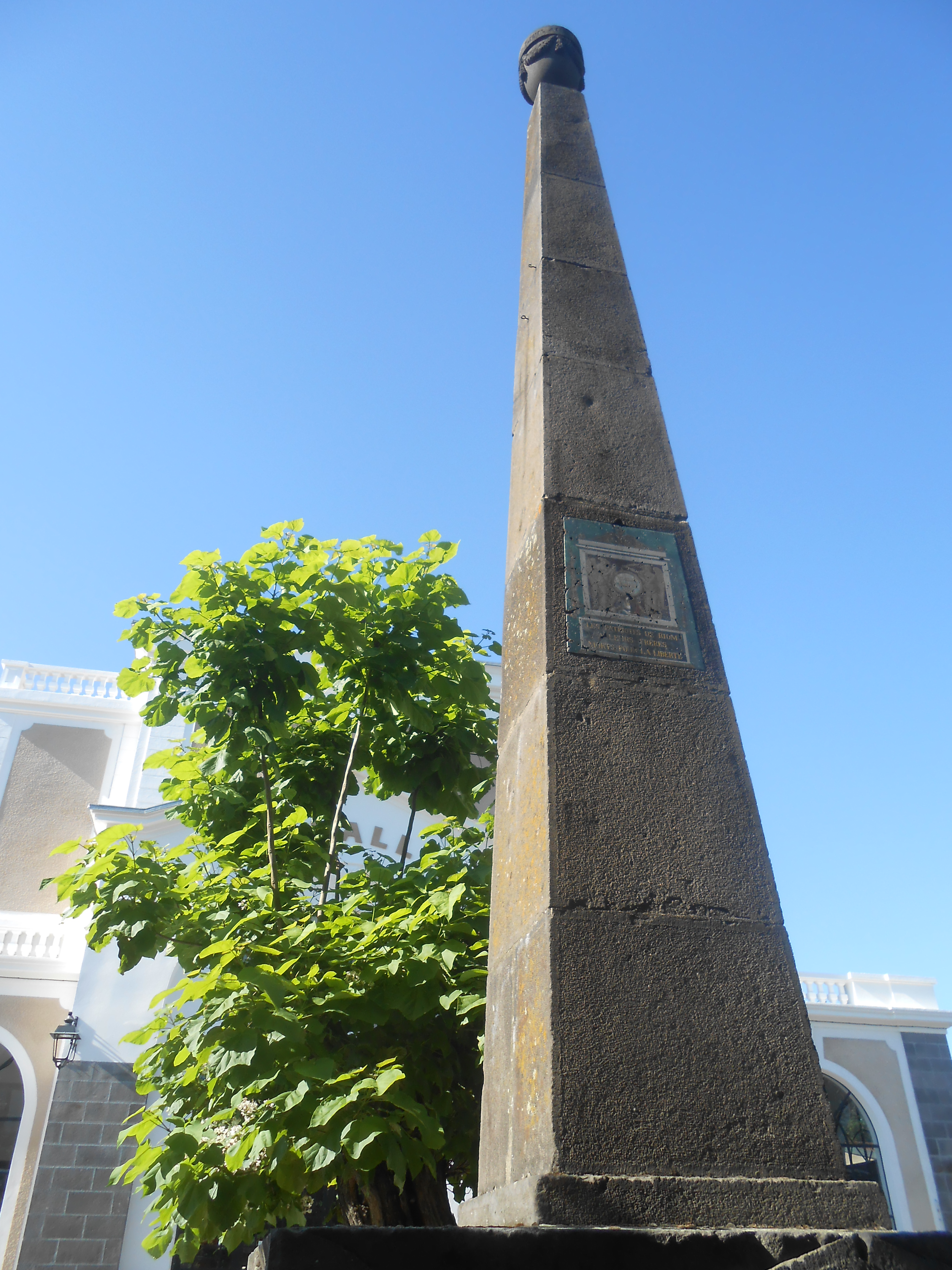
Obélisque de Riom

En 1832, il a réalisé une plaque tumulaire encastrée à mi-hauteur d'un obélisque commandé élevé par les patriotes de Riom dédié à leurs frères morts pour la liberté pendant les journées du 27-28-29 juillet 1830,.
Ferdinand Mortelèque a cédé l'exploitation de ce procédé de peinture sur lave à son gendre, Pierre Hachette, en 1831. Mais celui-ci découragé par un échec a arrêté la production, mais il redémarre en 1833 sous la pression de Jacques Hittorff qui devient un directeur de la maison Hachette et Cie située 40, rue Coquenard. Il réalise alors des plateaux de tables et de guéridons à partir de dessins de l'architecte ainsi que six devants d'autel en lave émaillée pour l'église Notre-Dame-de-Lorette de Paris. Hittorff démissionne en 1838 pour éviter les conflits d'intérêts.

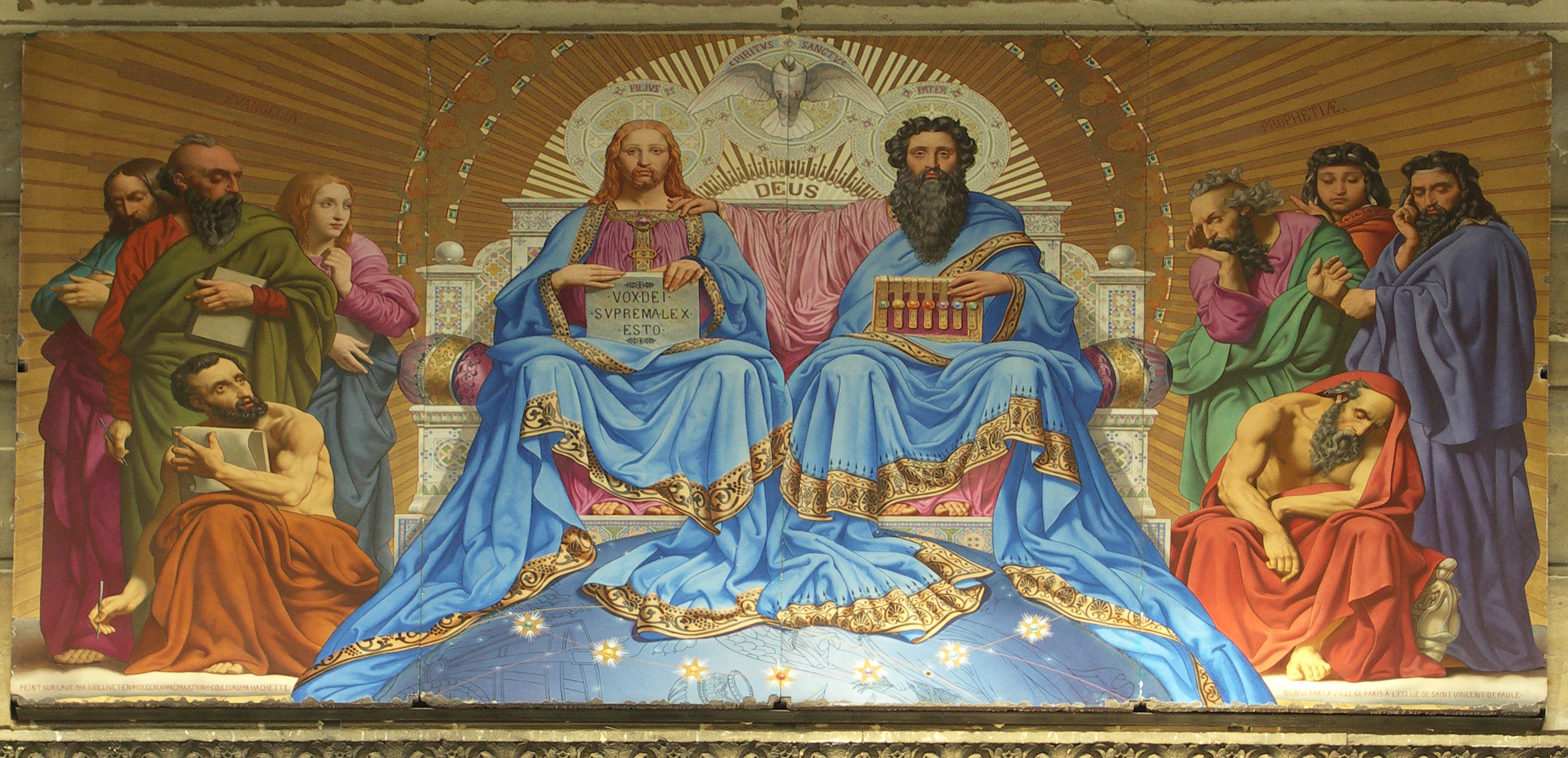
La Sainte Trinité (1848)
église Saint-Vincent-de-Paul, Paris

Jules Jollivet rencontre par hasard Pierre Hachette, découvre la peinture en émail sur lave et réussit en 1844 un premier essai de peinture sur lave. Il obtient du préfet de la Seine Rambuteau la commande d'une Sainte Trinité pour le porche de l'église Saint-Vincent-de-Paul de Paris. Hittorff lui a alors proposé de peindre six tableaux supplémentaires, trois figurant des épisodes de l'Ancien Testament, et trois du Nouveau Testament. La Sainte Trinité a été mise en place en 1848 mais les six tableaux complémentaires n'ont été commandés par le nouveau préfet de la Seine, Georges Haussmann, qu'en 1853. L'entreprise Hachette et Cie a procédé à l'émaillage.

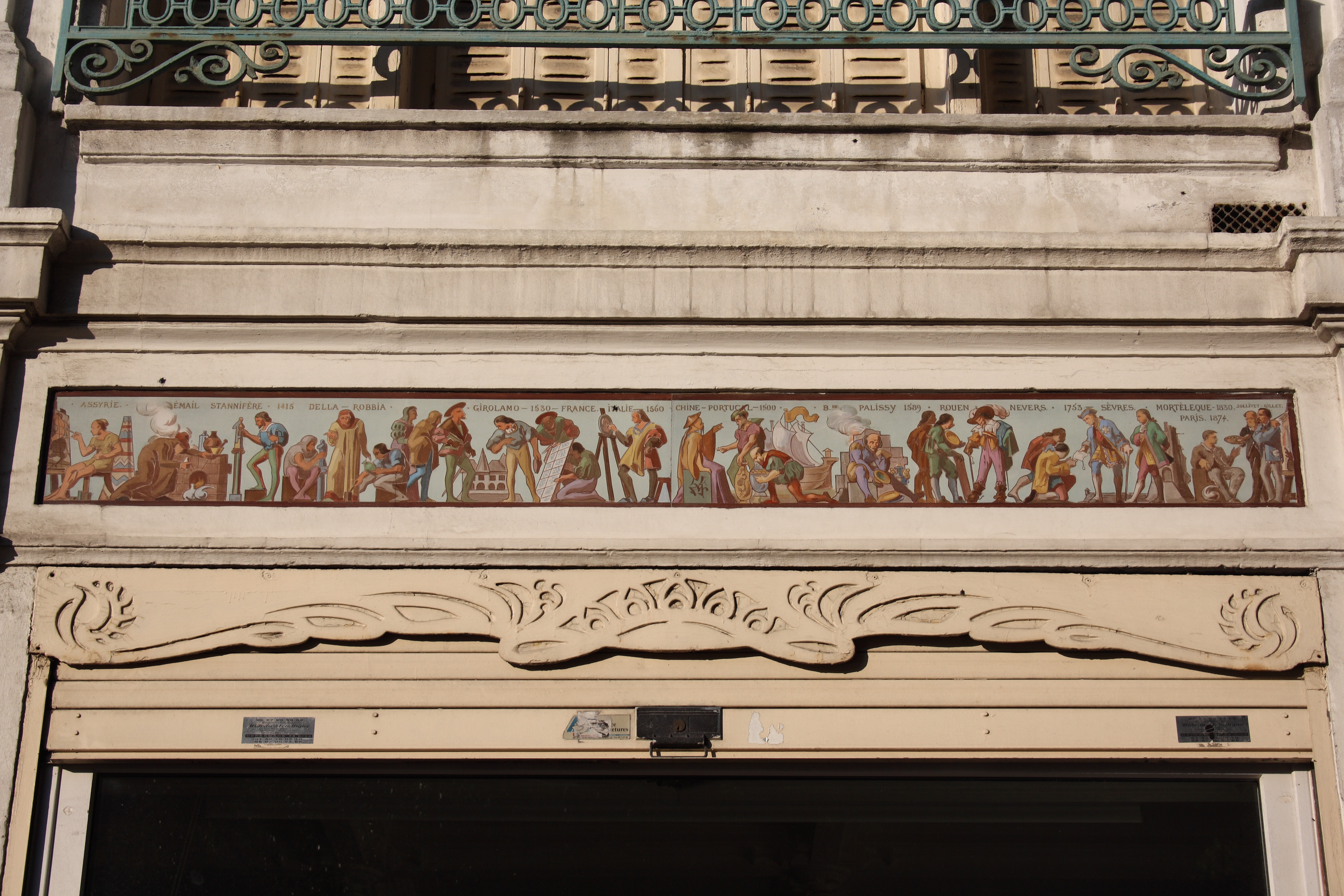
Frise au-dessus d'une fenêtre de l'immeuble 9, rue Fénelon.

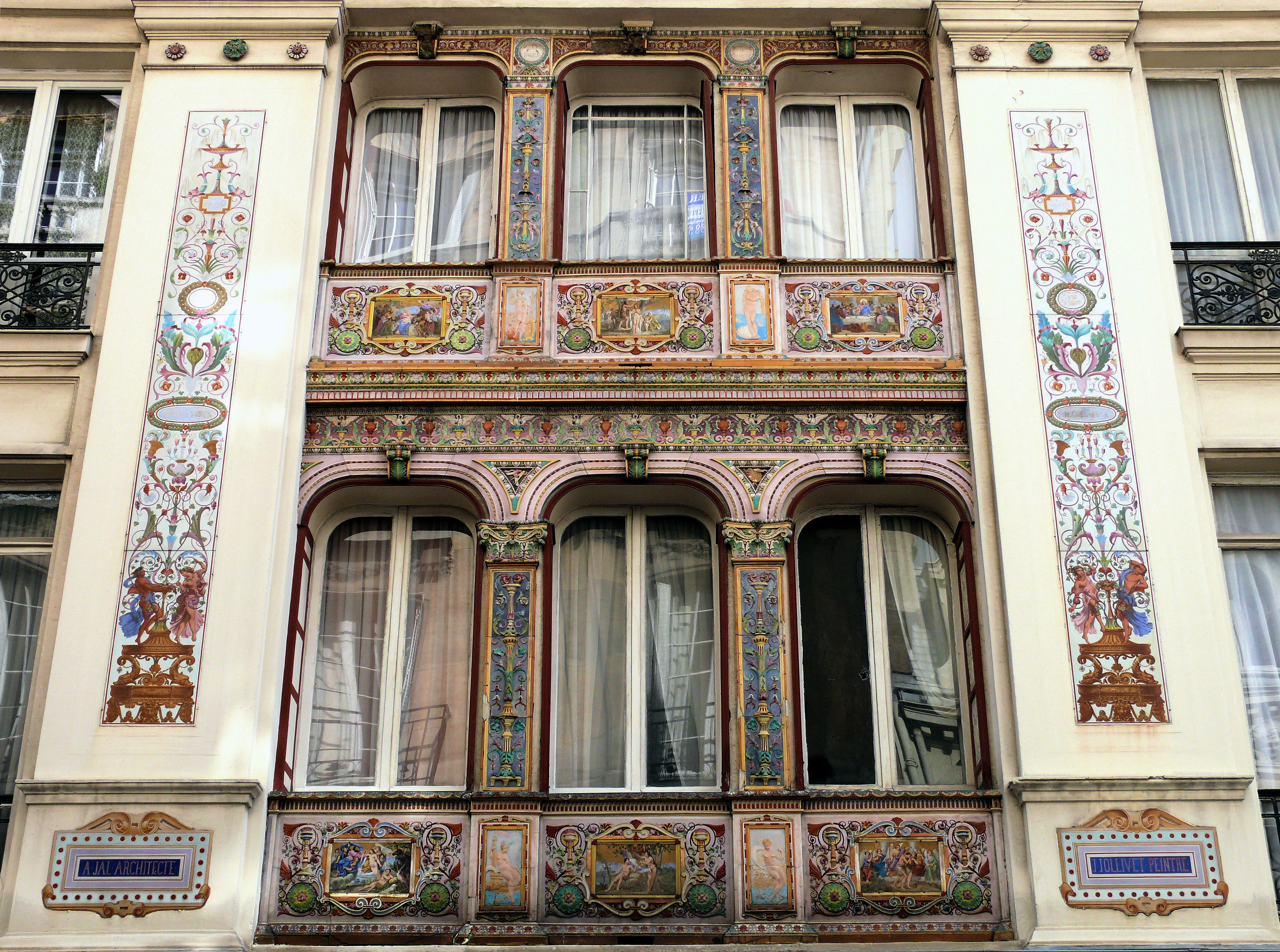
Façade de l'immeuble, 9-11, cité Malesherbes.

Après la mort de Pierre Hachette, en 1848, la société a été reprise par François Gillet qui avait été engagé par Pierre Hachette peu de temps avant sa mort. François Gillet s'est installé au 9, rue Fénelon, en 1855, où on peut remarquer la façade décorée de peintures sur lave émaillée, en particulier une frise représentant les inventeurs de l'émail avec, à droite, Mortelèque, Jollivet et Gillet. Jules Jollivet a installé son atelier 11, cité Malesherbes, en 1856, sur les plans de l'architecte Antoine Anatole Jal (Paris, 1823-Saint-Germain-en-Laye, 1898), fils d'Auguste Jal, avec une façade « de terres cuites émaillées et colorées et de peintures en émail sur lave ».

Ferdinand Mortelèque a été inhumé au cimetière de Montmartre.